# Елена Снежина
Елена Янкова Кирчева, известна с псевдонима си Елена Снежина, е българска драматична актриса. Тя е съпруга на актьора Атанас Кирчев и майка на актрисата Олга Кирчева.
Учи театрално изкуство в МХАТ при руските режисьори и театрални педагози Константин Станиславски и Владимир Немирович-Данченко.
Участва в трупите на Свободния театър (1905-1906) и Народния театър „Иван Вазов“ (1906-1944).
В репертоара на Елена Снежина присъстват роли от пиесите:
- „Иванко“ от Васил Друмев,
- „Нора“ и „Подпорите на обществото“ от Хенрик Ибсен,
- „Платон Кречет“ от Александър Корнейчук,
- „Симеон“, „Големанов“, „Златната мина“ от Ст. Л. Костов,
- „Непознатото момиче“[3] от Франц Молнар,
- „Сираче без зестра“ („Без зестра“)[4] и „Буря“ от Александър Островски,
- „Сирано дьо Бержерак“ от Едмон Ростан
- „Вишнева градина“ и „Майка“ от Антон Чехов,
- „Венецианският търговец“ и „Хамлет“ от Уилям Шекспир,
- „Коварство и любов“ от Фридрих Шилер,
- „Когато гръм удари“ и „В полите на Витоша“ от Пейо Яворов, и други.

За връх в кариерата на Снежина е смятана ролята на Фани Армори в „Неразумната дева“ от Анри Батай.
Освен в театъра, Снежина има роли и в киното: „Дяволът в София“ (1921), „Безкръстни гробове“ (1931), „Грамада“ (1936).

## Памет
На Елена Снежина е наречена улица в квартал „Драгалевци“ в София (Карта). От 1989 година нейното име носи самодейният театър към читалище „Васил Левски“ в родния ѝ град Карлово.

## Филмография
| Година | Филми              | Роля                     |
| ------ | ------------------ | ------------------------ |
| 1944   | Росица             | Ана (незавършен)         |
| 1936   | Грамада            | майката на Цена          |
| 1931   | Безкръстни гробове | Милена                   |
| 1921   | Дяволът в София    | дама от висшето бощество |

## Галерия
- Снимки на Елена Снежина, 1915 г. Източник: ДА „Архиви“